# Nordmarokko
Mit Nordmarokko ist im Allgemeinen der nördliche Teil Marokkos gemeint, einschließlich der ehemaligen Hauptstadt Fès sowie Meknès, Mulay Idris, Ouezzane usw. 

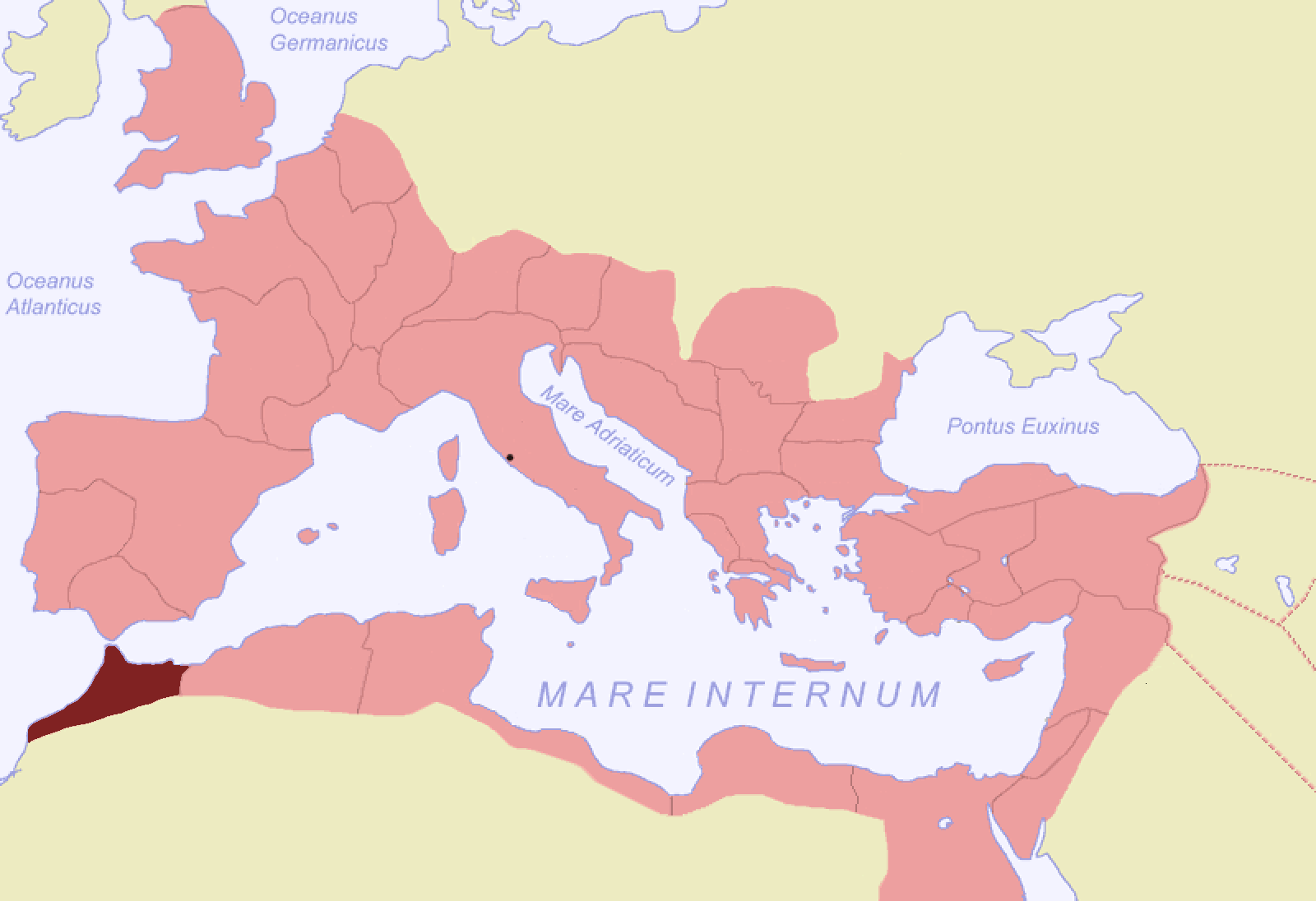
Nördlich des Atlas gelegene römische Provinz Mauretania Tingitana (Tanger) im Jahr 42

Spanisch-Marokko im Jahr 1955

Im weiteren Sinne bezeichnet es die gesamte Nordhälfte des Landes einschließlich der neuen Hauptstadt Rabat sowie Casablanca und aller übrigen zumeist arabischen Städte nördlich des Atlas-Gebirges bzw. des Flusses Umm ar-Rabia.
Im Gegensatz zum saharischen Südmarokko bildet das mediterrane Nordmarokko den historischen Kern Marokkos, schon zur Zeit der Karthager und Römer gab es in der Ebene lokale und regionale Staatsgründungen.
Im engeren Sinne ist mit Nordmarokko nur jener schmale Streifen an der marokkanischen Mittelmeerküste gemeint, der 1912–1956 unter spanischem Protektorat stand, ausschließlich Fes, Meknes und Ouezzane also, aber einschließlich der Städte Nador und Tetuan sowie einschließlich der noch immer spanischen Städte Ceuta und Melilla.